# La Treille
Pour l’article ayant un titre homophone, voir Latreille.
Pour les articles homonymes, voir Treille (homonymie).
La Treille est un quartier du 11e arrondissement de Marseille. Il tient son nom de l'ancien village de « La Treille », alors village de banlieue de la ville, dont les premiers habitants seraient arrivés au XVIIe siècle. Il doit sa réputation à l'écrivain et cinéaste Marcel Pagnol.

## Situation
Le village de La Treille est exposé au sud, à 170 mètres d'altitude, à l'extrémité d'une ligne de collines avancées du massif du Garlaban (qui culmine à 714 mètres), entre le vallon de la Martheline (ou Martellène) et le vallon de Passe-Temps qui est un départ des sentiers de randonnée dans le massif. Il est mitoyen des communes d'Allauch et Aubagne et, côté Marseille, des quartiers des Camoins et des Accates. Une branche du canal de Marseille passe au pied du village.
La Treille est reliée au centre-ville de Marseille par la ligne de bus 12S (terminus au métro Timone), et à Aubagne par la ligne 10 des Bus de l'Agglo.

## La Treille et Marcel Pagnol
Contrairement à une croyance très répandue, la Bastide Neuve, où la famille Pagnol passa ses vacances quand Marcel était enfant, ne fait pas partie de La Treille, ni même de la commune de Marseille : le hameau des Bellons, où elle se situe, est sur la commune d'Allauch. Ce qui est vrai, c'est que les Pagnol, lorsqu'ils se rendaient à la Bastide Neuve, passaient par La Treille, ce qu'il raconte avec humour dans Le Château de ma mère :
«  « Vous n'allez pas me dire que vous allez à La Treille ? » — « Nous traversons le village, dit mon père, mais nous allons encore plus loin. » — « Mais après La Treille il n'y a plus rien ! » — « Si, dit mon père, il y a Les Bellons. » »
Lili des Bellons y vint plusieurs fois attendre Marcel ; et c'est bien à La Treille que Joseph, son père, alla montrer ses bartavelles et se fit photographier par le curé. 
Par contre, le canal qui passe au pied de La Treille n'est pas celui qui servit de raccourci à la famille Pagnol dans ses allers-retours : si ce que Pagnol raconte est véridique, il s'agirait plutôt de la branche Sud du canal, entre Saint-Menet et Les Accates.
Plus tard, Marcel Pagnol adulte revint à La Treille. Il y loua une villa, la Pascaline, où il se réfugiait pour écrire. Et il y tourna quelques scènes de ses tout premiers films, notamment Cigalon. Il prit manifestement La Treille comme modèle pour imaginer le village des Bastides blanches de son diptyque L'Eau des collines. En retour, la tradition s'accorde à appeler fontaine de Manon la fontaine sur vasque qui coule sur la placette voisine de l'église du village.
Marcel Pagnol repose au cimetière de la Treille, au pied du village, avec Augustine, sa mère, Estelle, sa fille et Jacqueline Pagnol, son épouse. Les autres membres de la famille Pagnol sont aussi enterrés dans ce même cimetière.

## La Treille aujourd'hui
Le village n'a que peu changé depuis l'époque de Pagnol. L'église Saint-Dominique, qui date de la fin du XIXe siècle, se distingue par son clocher à étages construit sur un narthex ajouré accolé à la façade. La « fontaine de Manon » a été rénovée.
Le quartier est resté un havre de tranquillité, et des villas plutôt cossues s'y installent. À l'écart du village, un centre de formation professionnelle pour adultes est installé. Le quartier compte environ 650 habitants. 
Les collines du Garlaban sont à proximité directe, et des sentiers de randonnée (principalement tracés par les excursionnistes marseillais) partent du village, notamment vers la « grotte de Manon ». 

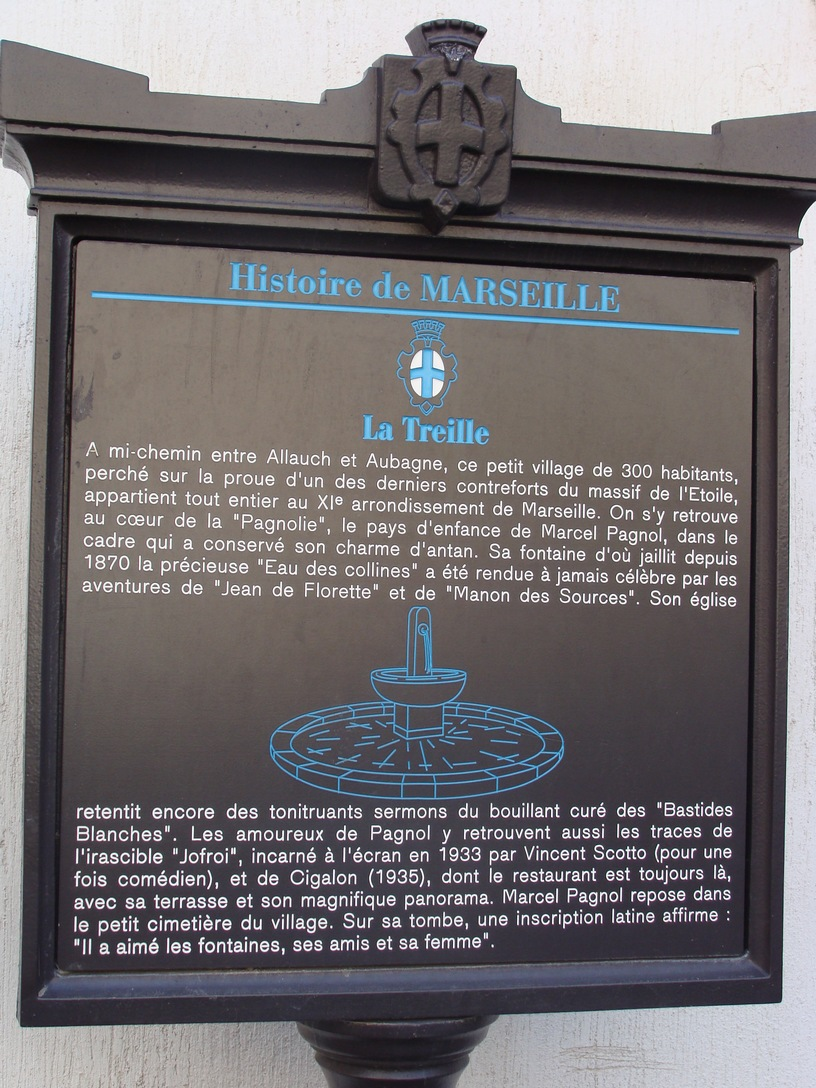
Présentation de la Treille par la municipalité de Marseille, figurant sur un panneau à l'entrée du village.
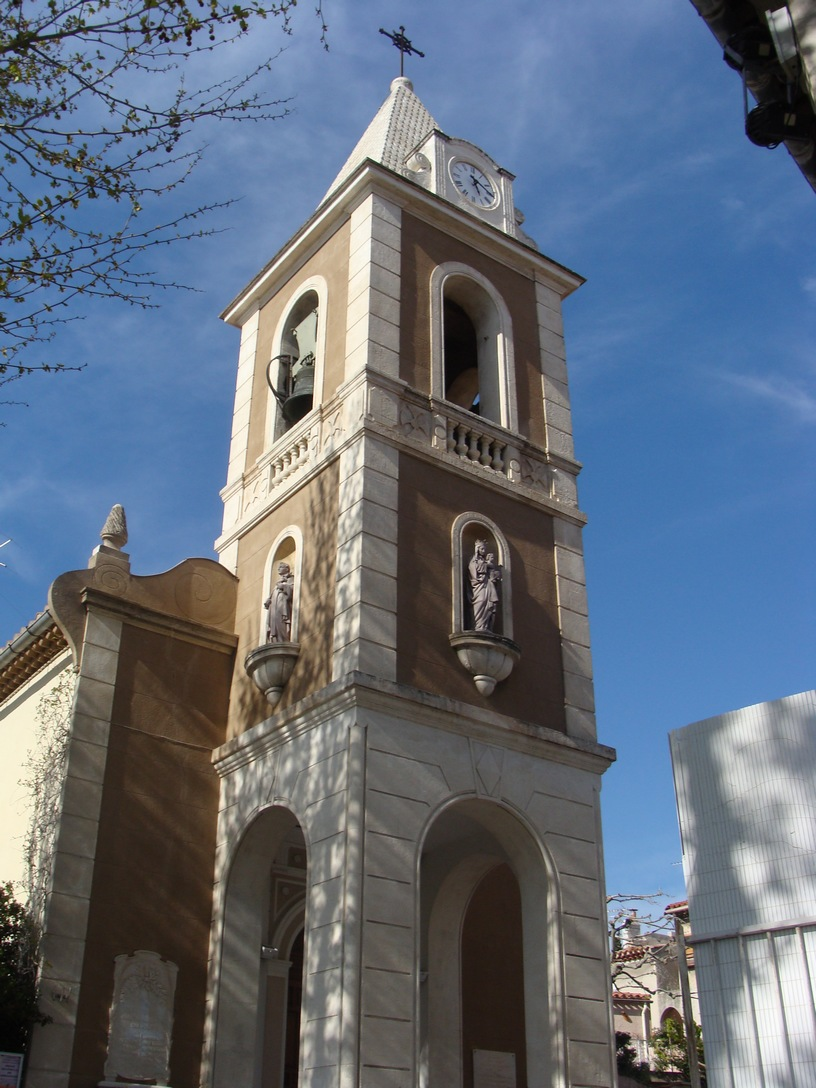
Le clocher de l'église de la Treille.
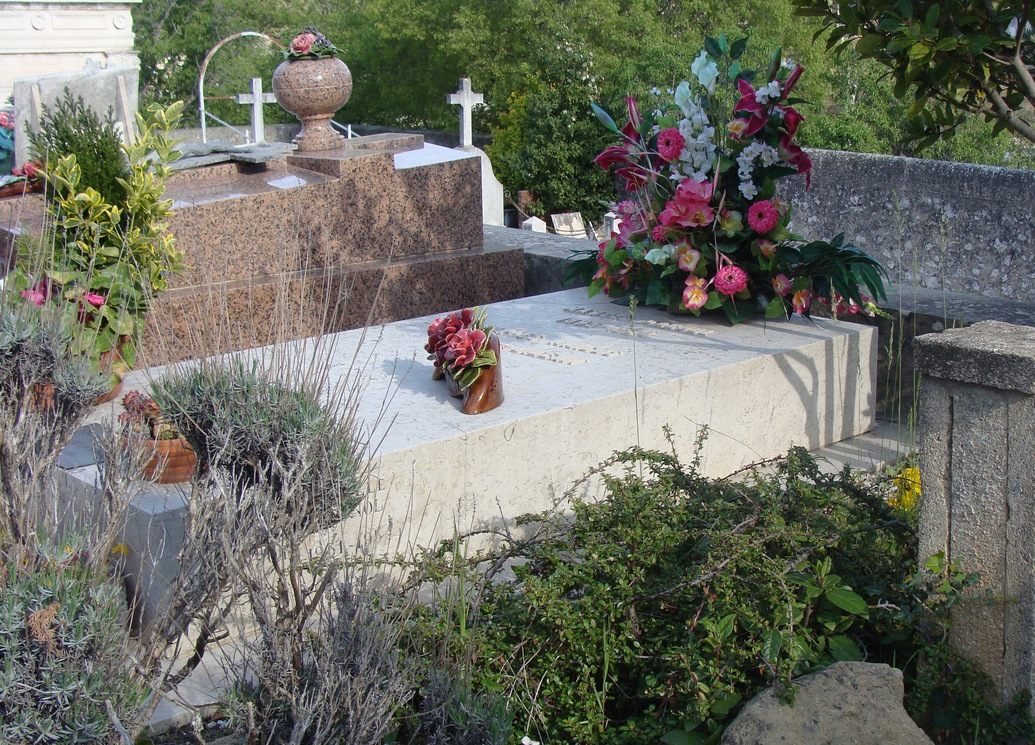
La tombe de Marcel Pagnol dans le cimetière du village.
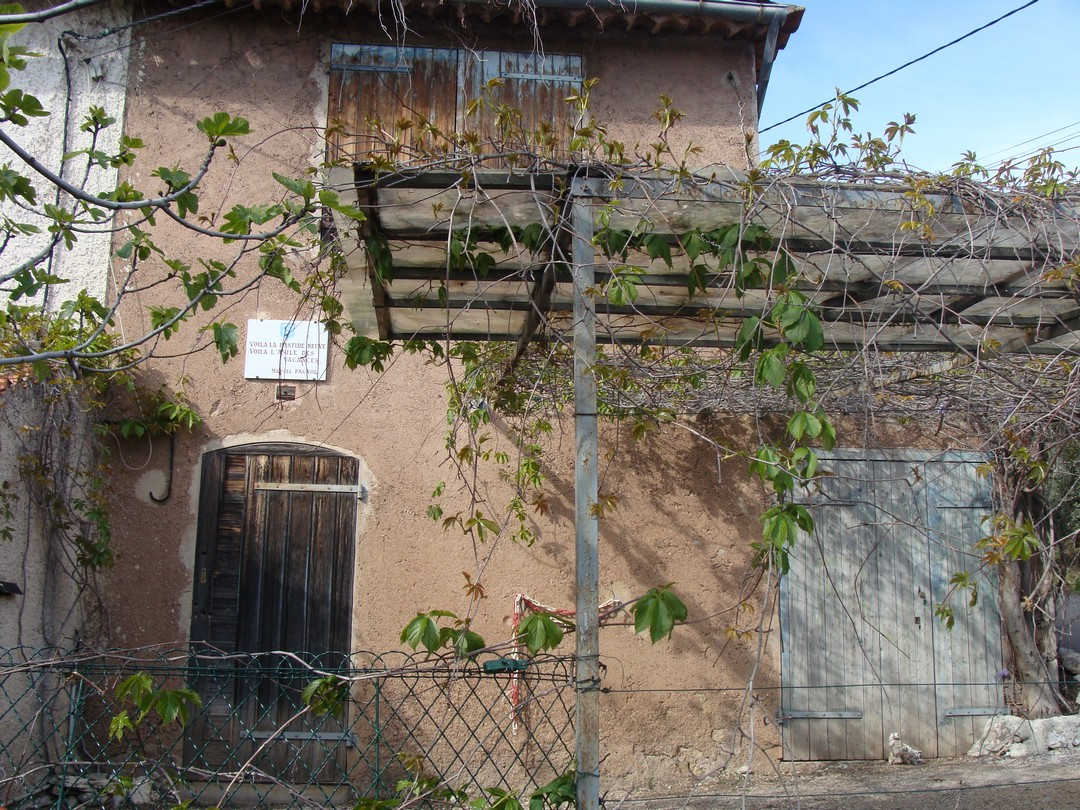
La Bastide-Neuve, état actuel de la maison de l'enfance de Marcel Pagnol.